# Genista tournefortii subsp. tournefortii
Genista tournefortii subsp. tournefortii é uma subespécie de planta com flor pertencente à família Fabaceae. 
A autoridade científica da subespécie é Spach, tendo sido publicada em Ann. Sci. Nat., Bot. ser. 3 2: 269 (1844).

## Portugal
Trata-se de uma subespécie presente no território português, nomeadamente em Portugal Continental.
Em termos de naturalidade é endémica da Península Ibérica.

## Protecção
Não se encontra protegida por legislação portuguesa ou da Comunidade Europeia.